# Ramón Souto
Pour les articles homonymes, voir Souto.
 (décembre 2018).

## Biographie
Ramón Souto Caride, né le 21 avril 1976 à Vigo, est un compositeur espagnol, directeur artistique de la Vertixe Sonora Ensemble.
Après avoir étudié au Conservatoire Supérieur de Musique de Vigo (C.S.M. Vigo) et à la Cátedra de Libre Expresión Musical (C.L.E.M.) de Barcelone, Ramón Souto collabore avec le groupe de théâtre Artello, pour lequel il compose plusieurs musiques de scène, notamment pour des spectacles de fables ainsi que pour Polgariño & Cía.
Il rejoint ensuite la plate-forme expérimentale BAUR. Il participe à des événements qui mettent à l'honneur l'improvisation libre, le rock progressif et le free jazz. 
Souto présente son travail dans de grands festivals, notamment en Amérique latine, ainsi qu'au Composers Festival Injuve, à Villafranca, à Acanthes et au Festival de musique espagnole de Cadix. Ces plateformes lui permettent de fair connaître sa musique auprès d'un large public et de s'imposer dans le milieu de la musique contemporaine.
En 2008, il reçoit la mention d'honneur au Concours international de Composition Ossia, à New York.
Ramón Souto entretient des liens étroits avec des artistes tels que Yi-Chung Chen, Juan Carlos Garvayo et Donatienne Michel-Dansac. Il développe également une collaboration avec le poète, Jorge Riechmann, explorant les passerelles entre musique et poésie.
Il est actuellement professeur de musique à l'IES de Mos, situé à Mos, Pontevedra.
La carrière de Ramón Souto se distingue par un engagement constant en faveur de l’expérimentation musicale. Il participe à des festivals prestigieux, collabore avec des artistes et poètes reconnus, et son travail suscite un intérêt croissant dans le monde de la musique contemporaine.

## Œuvre[1],[2]

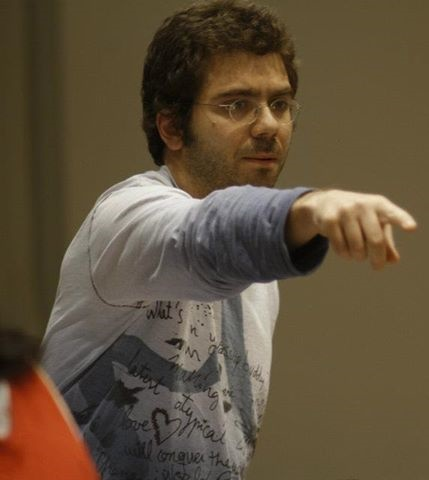
Ramón Souto lors d'un concert.

- Orchestre : Todo lo que le hice a TOTOLA aquella noche
- Ensemble instrumental : Sexteto, In Sospenso, Fricción, Construcción de un verso, Hikmet habitado
- Travaux d'un instrument unique : Mi gran dolor americano
- Œuvres vocales :
  - Mixte a capella : Deux poèmes de chorales, des poèmes premiers six jeux pour les enfants et Quer pouco
  - Voz et piano : Deux poèmes et 5 chansons
- Électroacoustique : Backettianas 1 y 2
- Music Theatre : De fábula y polgariño
- Projets : Vertixe Sonora Ensemble[3]